# Villarta
Villarta è un comune spagnolo di 917 abitanti situato nella comunità autonoma di Castiglia-La Mancia.